# 31 tháng 5
Ngày 31 tháng 5 là ngày thứ 151 (152 trong năm nhuận) trong lịch Gregory. Còn 214 ngày trong năm.

## Sự kiện
- 5261 – Một trận động đất lớn tấn công Antioch, Thổ Nhĩ Kỳ làm thiệt mạng 250.000 người.
- 1223 – Quân Mông Cổ dưới quyền Triết Biệt và Tốc Bất Đài đánh bại liên quân các quốc gia Rus và Cuman tại Donetsk, Ukraina ngày nay.
- 1578 – Quốc vương Henri III đặt viên đá đầu tiên cho Pont Neuf, nghĩa là "cầu mới", bắc qua sông Seine tại Paris, Pháp.
- 1740 – Thái tử Friedrich II kế vị quốc vương của Phổ, ông là một nhà lý luận quân sự nổi bật.
- 1838 – Cộng hòa Liên bang Trung Mỹ giải thể.
- 1911 – Tàu khách vượt đại dương RMS Titanic được hạ thủy.
- 1942 – Chiến tranh thế giới thứ hai: Các tàu ngầm của Nhật Bản bắt đầu tấn công cảng Sydney, Úc nhằm đánh chìm các tàu chiến của quân Đồng Minh.
- 1962 – Liên bang Tây Ấn giải thể.
- 1962 – Trung tá đội cận vệ Đức Quốc xã Adolf Eichmann bị Israel thi hành án tử hình tại nước này.

## Sinh
- 1417 – Nguyễn Trực, trạng nguyên nhà Lê (m. 1474)
- 1852 – Julius Richard Petri, nhà vi khuẩn học người Đức
- 1919 – Huy Cận, nhà thơ người Việt Nam (m.2005)
- 1930 – Clint Eastwood, đạo diễn, diễn viên người Mỹ
- 1964 – Scotti Hill, nhạc sĩ guitar nhạc rock
- 1976 – Colin Farrell, diễn viên người Ireland
- 1983 – Trần Nghiên Hy, diễn viên, ca sĩ người Đài Loan
- 1989 – Marco Reus, cầu thủ bóng đá Đức đang thi đấu cho Borussia Dortmund và Đội tuyển bóng đá quốc gia Đức
- 1990 – Đàm Tùng Vận, diễn viên người Trung Quốc
- 1995 – Hòa Minzy, nữ ca sĩ kiêm diễn viên người Việt Nam.

## Mất
- 1809 – Joseph Haydn, nhà soạn nhạc người Áo (s. 1732)
- 1832 – Évariste Galois, nhà toán học Pháp (s. 1811)
- 2009 – Bảo Phúc, ca sĩ Việt Nam (s.1958)

## Những ngày lễ và kỉ niệm
- Visakha Bucha, sinh nhật của tượng Phật (Thái Lan)
- Ngày thế giới không hút thuốc lá